# Joachim Grintsch

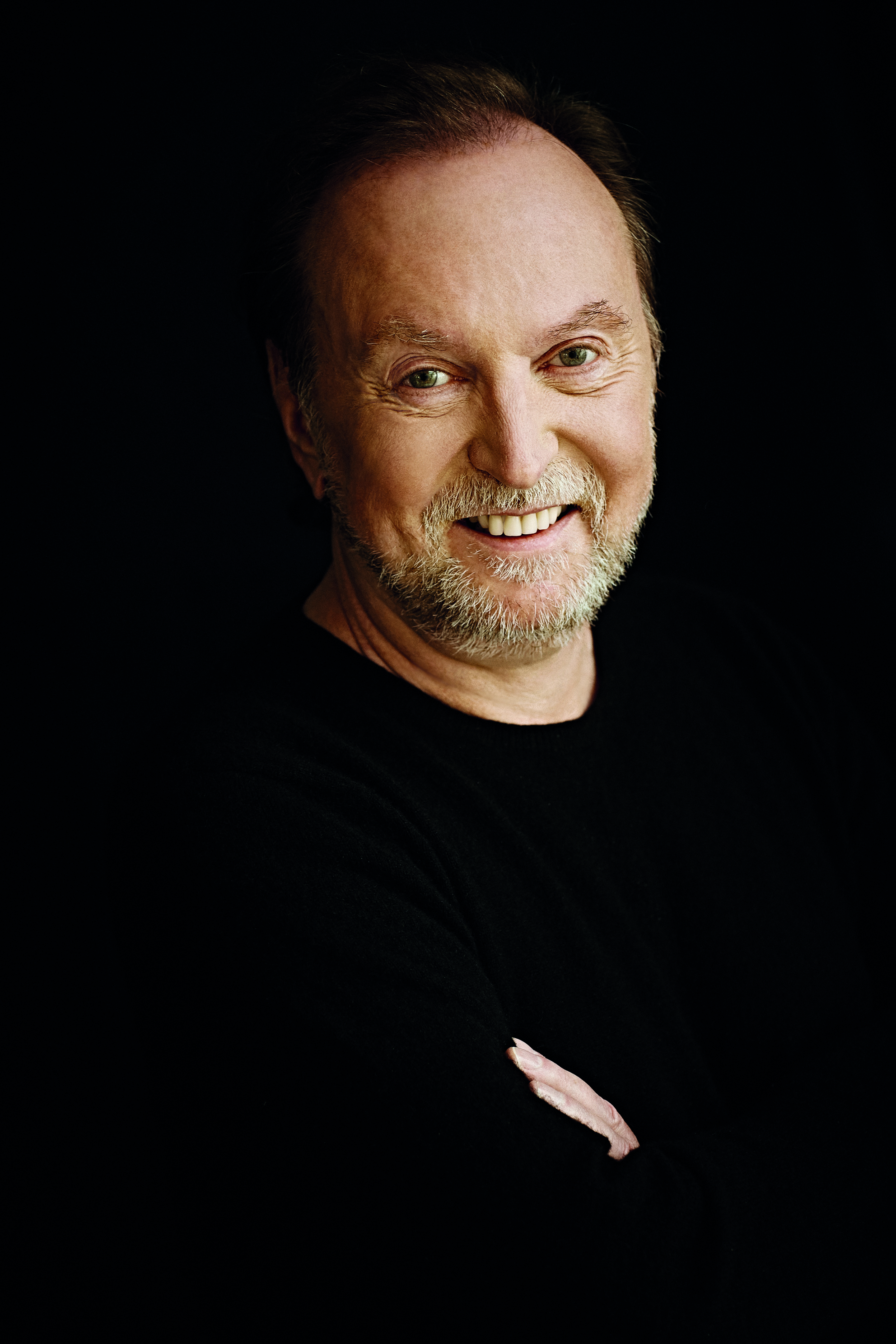

Joachim Grintsch (* 23. Februar 1955 in Essen) wuchs in Grevenbroich auf. Von 1975 bis 1980 studierte er Design an der Fachhochschule in Düsseldorf. Seit 1985 ist er Inhaber einer Kommunikationsagentur mit Sitz in Köln. Seit 2004 betätigt sich Joachim Grintsch auch als Schriftsteller. Bisher sind sieben Bücher von ihm erschienen.

## Werke
- Greisenterror. Eine Satire aus der Zukunft. Oldenburg, 2004. ISBN 389841230X
- Freier Fall. Kriminalroman. Oldenburg, 2005. ISBN 3898411923
- Hinter den Träumen. Ein phantastisches Märchen. Berlin, 2006. ISBN 3938204567
- Rachedurst. Kriminalroman. Berlin, 2006. ISBN 3938204648
- CashBack. Satire. Oldenburg 2009. ISBN 978-3-89841-429-6
- Die intergalaktische Samenbank. Oldenburg 2016. ISBN 978-3-89841-896-6
- Todgespielt. Oldenburg 2017. ISBN 978-3-96152-116-6

| Personendaten    | Personendaten         |
| ---------------- | --------------------- |
| NAME             | Grintsch, Joachim     |
| KURZBESCHREIBUNG | deutscher Unternehmer |
| GEBURTSDATUM     | 23. Februar 1955      |
| GEBURTSORT       | Essen                 |